# Церква Ла-П'єта
Церква Ла-П'єта, спочатку Санта-Марія-делла-П'єта (італ. della Pieta) — церква у Венеції, в районі Кастелло.
Назва походить від італійського pieta — милосердя. У образотворчому мистецтві так називали сцену оплакування Христа Богоматір'ю як вияв милосердя до закатованого.

## Венеційські оспедалє

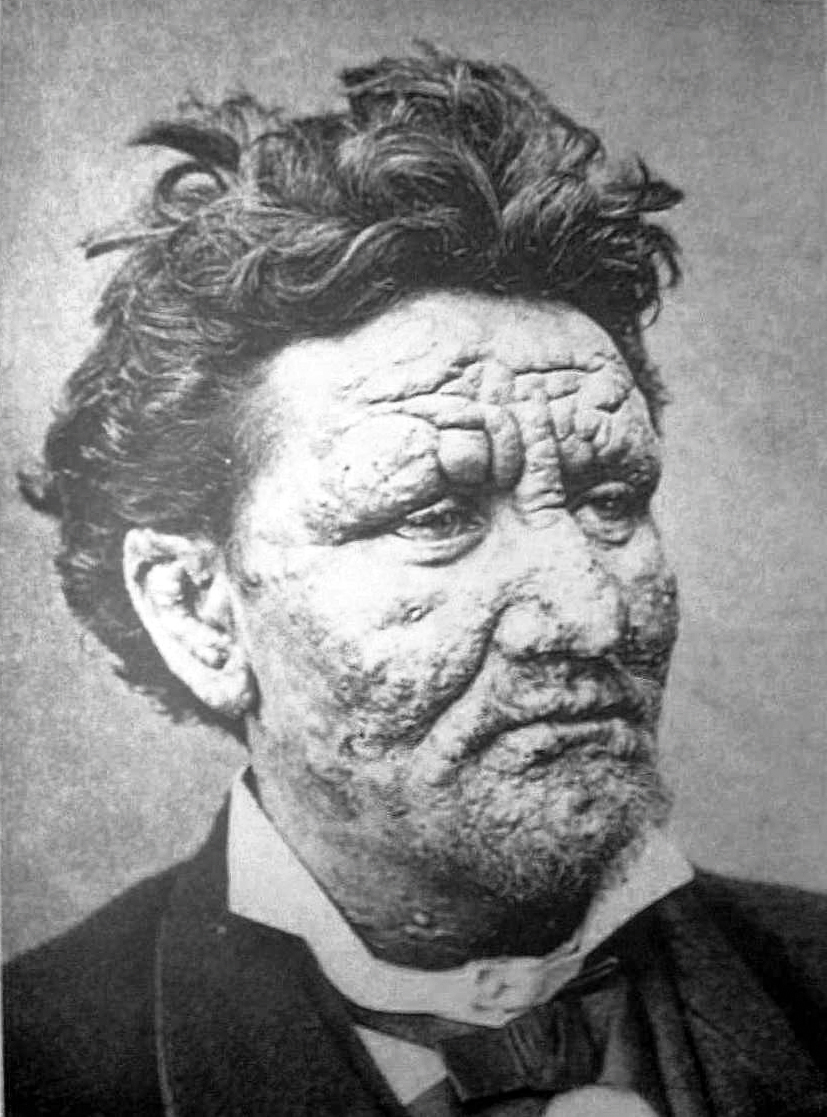
24-х річний хворий на проказу.

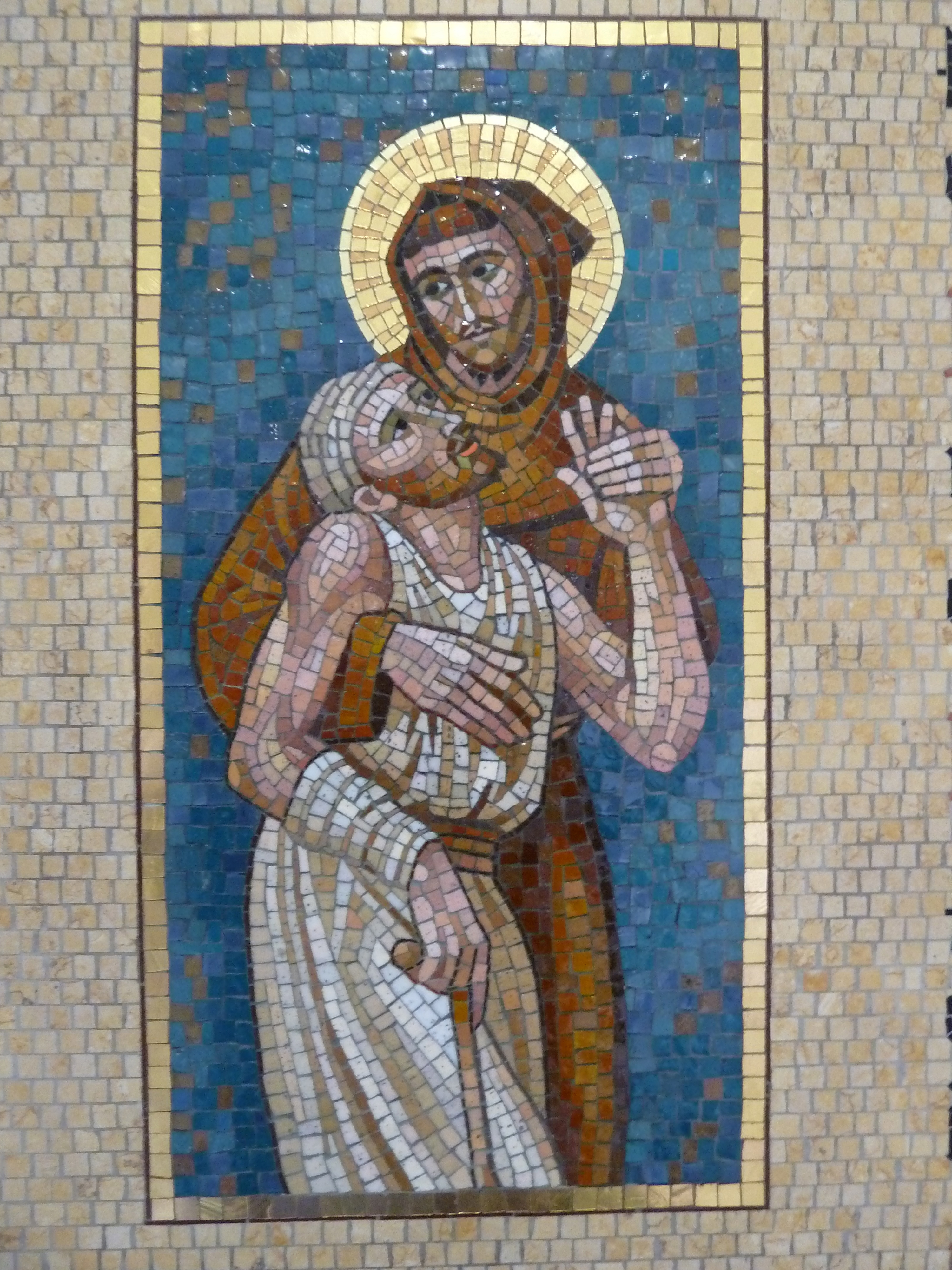
Св. Франциск Асізький з хворим проказою.

Особливістю міського життя Венеції була наявність релігійних товариств та оспедалє (шпиталів-лікарень, що водночас були прихистками для хворих, прихистками для покинутих і позашлюбних дітей). З часом венеційські оспедалє стануть ще й школами, освітньо-професійними закладами, де позашлюбних дітей навчали деяким професіям, а дівчат — веденню домашніх справ, співу і навіть грі на музичних інструментах.
Кожний оспедалє мав власну спеціалізацію. Оспедалє Лазаря деї Мендиканті призначався для хворих проказою (але приймали і хворих іншими хворобами). Оспедалє-дей-Інкурабілі брав тільки невиліковних хворих. Саме сюди запроторювали також усіх венеційців, хворих на сифіліс.
З позицій сьогоденного розвитку медицини і протиепідемічних заходів розташування інфекційно хворих поряд з дитячим виховальним закладом здається неймовірним і вкрай небезпечним. Але саме так було в Венеції в 16 — 18 століттях. Особливим було і ставлення до безпритульних дівчаток і дівчат-сиріт. Для покинутих дівчат в портовій Венеції був лише один шлях заробити гроші і якось вижити — проституція, що не захищала ні від хвороб, ні від злиднів. Проституція в Венеції не зникала, але аби якось запобігти проблемі і врятувати дітей, кількість місць для покинутих дівчат була найбільшою. Малятами від року до п'яти опікувались місцеві церковні громади. Дівчатками у віці 6 — 10 −17 років і займались оспедалє. Декотрих дівчат віддавали в сільські родини на материк. Хлопців після 10 років передавали у ремісничі майстерні і лише один виховний заклад спеціалізувався на музичній освіті для юнаків.
Дівчат затримували в оспедалє до 17 — 20 років. Для вихованок-сиріт було лише три шляхи:
- стати черницями в численних монастирях;
- працювати в тому ж оспедалє, де і мешкала, безоплатно і довічно;
- вийти заміж. Останнє було досить непросто через чернечі устави закладів і обмеження в спілкуванні з чоловіками.

## Церква і Оспедалє-делла-П'єта
Церква та Оспедалє-делла-П'єта став найбільшим прихистком для позашлюбних дітей і дівчат-сиріт. Заклад брав навіть немовлят. Для них в церковному мурі створили отвір, куди і клали покинутих малят. Застережливі написи не робити дітей сиротами — не спрацьовували, бо кількість бідних родин і позашлюбних дітей в Венеції не зменшувалась.
Оспедалє існували на пожертви вірян, добродіїв і, головне, активно заробляли гроші самі. Тут стали в пригоді спів і музичне виховання. Найздібніших навчали грі на музичних інструментах, бо розподілу на чоловічі і жіночі інструменти не було. Якщо дівчата мали добрий голос, їх готували до кар'єри церковних співачок. В церкві під час служби чи концертів дівчат з музичними інструментами та з хору ховали на особливому балконі з ґратами, аби перешкодити контактам з вірянами і запобігти гріху.
В Оспедалє-делла-П'єта до вибору викладачів музики підходили досить прискіпливо, бо присутність чоловіків в жіночому, практично чернечому, закладі вважалась небажаною. Кожний чоловік-викладач музики мав рекомендації і запрошувався на роботу лише на один рік. Договір на працю поновлювали щорічно. Викладач працював не щоденно, він давав завдання, а репетиції проводили старші вихованки. Адже вони добре знали здібності виховного контингенту. Викладачами в оспедалє ставали і колишні жінки-вихованки, що досягли якихось успіхів в музичній кар'єрі. Саме це забезпечувало освітню і музичну традицію. Наявність оркестрів спонукала виробництво музичних інструментів, обумовила їх удосконалення. Жінки-викладачі розробили декілька методик гри на музичних інструментах. Музичні концерти й хорові співи стали в Венеції традицією. Публічні виступи оплачували окремо. Оспедалє-делла-П'єта часто давав публічні концерти для всіх охочих. В програмі концертів були як духовні твори, так і ораторії, і інструментальні п'єси. Але публіка знала відомих інструменталісток чи вокалісток з оспедалє лише за іменами. Під час концертів забороняли оплески, свою прихильність до виконавців слухачі здійснювали через грошові пожертви та поетичні, віршовані листи. Частку грошей заклад отримував від дозволу на копіювання нот популярних творів.
Музику для вихованок Оспедалє творили найкращі композитори Венеції, серед яких:
- Джованні Легренці (1626–1690)
- Франческо Гаспаріні (1667–1727),
- Нікола Порпора (1686–1766)
- Антоніо Лотті (1667 1740)

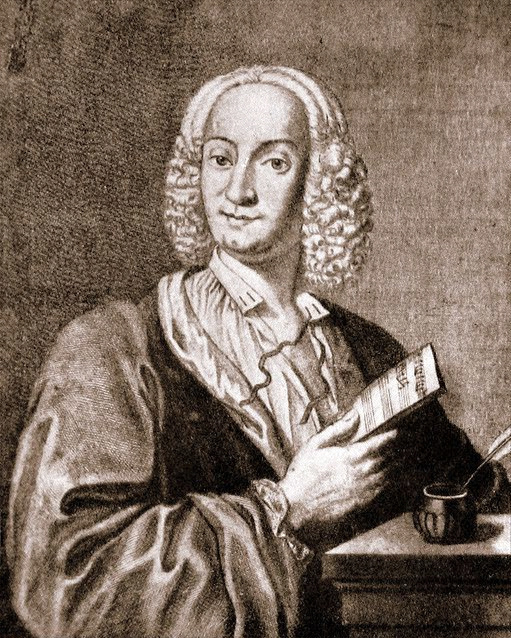
Антоніо Вівальді
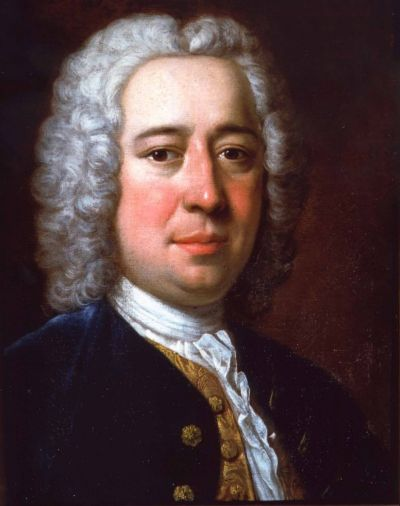
Нікола Порпора
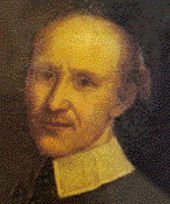
Джованні Легренці

Церква і шпиталь при церкві делла П'єта відомі тим, що тут, на початку XVIII століття був викладачем і диригентом священик Антоніо Вівальді (1678–1741). Саме тому дуже часто Ла П'єта називають церквою Вівальді. Композитор Вівальді з 1704 по 1740 роки викладав музику в сирітському будинку для дівчаток Оспедалето делла Пьєтра. Безумовно, що вихованці сирітського будинку виступали і в церкві Ла-П'єта.
Церква відома досить вдалою акустикою. В наші дні музика Вівальді продовжує лунати в концертному залі, який розташований в приміщенні церкви.
У церкві знаходиться фреска на стелі «Тріумф Віри христової» роботи венеційського майстра Джованні Баттіста Тьєполо (1696 — 1770), дружина якого і була колись вихованкою оспедалє.